# 禅蔵尼
禅蔵尼（ぜんぞうに、生没年不詳）は6世紀後半の豪族漢人夜菩の娘。善信尼、恵善尼とともに日本最初の尼僧のひとりに挙げられる。俗名は豊女（とよめ）、等已売（といめ）。

## 概要
『日本書紀』によれば、584年、司馬達等の娘の11歳の嶋（善信尼）が出家したのと同じくして、その弟子として錦織壺の娘の石女（恵善尼）とともに蘇我馬子が高句麗の僧恵便のもとへ出家させた日本最初の尼僧である。585年には疫病の流行により廃仏毀釈を唱える物部守屋に捕えられ、海石榴市（現在の奈良県桜井市にて開かれた市場）の馬屋にて衆人の前で法衣を奪われ、鞭打ちの刑に処された（堀江棄仏事件）。587年、丁未の乱によって物部氏の影響から解放された禅蔵尼は、588年に学問僧として百済に渡って戒律を学び、590年に帰国後は大和国の桜井寺で過ごし、善徳尼など11人の尼の出家に寄与し、仏法の興隆に貢献した。